# 2007 en baseball
| Années du baseball : 2004 - 2005 - 2006 - 2007 - 2008 - 2009 - 2010    |
| Décennies du baseball : 1970 - 1980 - 1990 - 2000 - 2010 - 2020 - 2030 |

Les faits marquants de l'année 2007 en Baseball

## Champions

### Ligue majeure de baseball
- Saison régulière
  - Ligue américaine
    - Division Est : Red Sox de Boston
    - Division Centrale : Indians de Cleveland
    - Division Ouest : Angels d'Anaheim

  - Ligue nationale
    - Division Est : Phillies de Philadelphie
    - Division Centrale : Cubs de Chicago
    - Division Ouest : Diamondbacks de l'Arizona

- Série mondiale : Red Sox de Boston

### Ligues mineures
- Niveau AAA
  - Ligue internationale : Richmond Braves
  - Ligue de la côte du Pacifique : Sacramento River Cats

- Niveau AA
  - Ligue de l'Est : Trenton Thunder
  - Ligue du Sud : Montgomery Biscuits
  - Ligue du Texas : San Antonio Missions

### Championnat universitaire
- College World Series Division I : Oregon State

### International
- Coupe du monde de baseball 2007 :  États-Unis
- Jeux Panaméricains 2007 :  Cuba
- Championnat d'Asie de baseball 2007 :  Japon
- Championnat d'Europe de baseball 2007 :  Pays-Bas
- Championnat d'Afrique de baseball 2007 :  Afrique du Sud
- Championnat du Japon de baseball : Chunichi Dragons
- Championnat de Corée du Sud de baseball : SK Wyverns
- Ligue chinoise professionnelle de baseball : Uni-President Lions
- Série d'Asie : Chunichi Dragons
- Série des Caraïbes : Águilas Cibaeñas (République dominicaine)
- Coupe d'Europe de baseball : Corendon Kinheim

## Événements

### Janvier
- 9 janvier : Cal Ripken Jr. et Tony Gwynn sont élus au Temple de la renommée du baseball.
- 11 janvier : le New York Daily News révèle que Barry Bonds fut testé positif aux amphétamines lors de la saison 2006.

### Février
- 7 février : les Dominicains d'Águilas Cibaeñas remportent la Série des Caraïbes.

### Mars
- 25 mars : début du Championnat de France de Baseball Elite 2007.
- 30 mars : les St. Louis Cardinals s'imposent 5-1 face aux Cleveland Indians au cours du Civil Rights Game à l'AutoZone Park de Memphis (Tennessee).

### Avril
- 1er avril : ouverture de la saison 2007 de Ligue majeure. Les New York Mets s'imposent 6-1 contre les St. Louis Cardinals, champions en titre.
- 10 avril : en raison d'une mauvaise météo à Cleveland depuis le début du mois, les Cleveland Indians disputent leur premier match à domicile à Milwaukee.
- 15 avril : « Jackie Robinson Day ». Célébration spéciale pour marquer le soixantième anniversaire des débuts de Jackie Robinson en Ligue majeure. À cette occasion, plus de 200 joueurs portent un maillot frappé du numéro 42, celui de Robinson.
- 18 avril : Mark Buehrle des Chicago White Sox signe un match sans point ni coup sûr contre les Texas Rangers.
- 29 avril : le match St. Louis Cardinals - Chicago Cubs est remis en raison du décès dans la matinée du lanceur de relève Josh Hancock.

### Mai
- 6 mai : Roger Clemens annonce au public du Yankee Stadium qu'il a signé un contrat chez les New York Yankees pour le reste de la saison en cours.
- 20 mai : les Huskies de Rouen remportent le Challenge de France de baseball 2007.

### Juin
- 6 juin : Trevor Hoffman des Padres de San Diego est le premier lanceur de l'histoire de la Ligue majeure à enregistrer 500 sauvetages en carrière.
- 7 et 8 juin : draft de la MLB. Le lanceur David Price est choisi en premier. Pour la première fois, un joueur français est drafté : Joris Bert, champ centre des Huskies de Rouen est sélectionné par les Los Angeles Dodgers.
- 12 juin : Justin Verlander des Detroit Tigers signe un match sans point ni coup sûr contre les Milwaukee Brewers.
- 16 juin : les Néerlandais de Kinheim s'imposent 3-1 contre les Français des Huskies de Rouen en finale de la Coupe d'Europe de baseball 2007.
- 20 juin : Sammy Sosa frappe son 600e coup de circuit en Ligue majeure. Il est le cinquième joueur de l'histoire à passer cette marque.
- 28 juin :
  - Frank Thomas frappe son 500e circuit en Ligue majeure. Il est le 21e joueur de l'histoire à passer cette marque.
  - Craig Biggio frappe son 3000e coup sûr en carrière en Ligue majeure face aux Rockies du Colorado au Minute Maid Park de Houston. Il est le 27e joueur de l'histoire à passer cette marque et le 14e à le réaliser avec l'équipe dans laquelle il a débuté.

### Juillet
- 10 juillet : All-Star Game de la MLB à San Francisco.
- 14 au 19 juillet : tournoi de Baseball aux Jeux Panaméricains 2007.
- 15 juillet : fin de la saison régulière du Championnat de France de Baseball Elite 2007.
- 15 juillet : Devant les caméras d'ESPN qui retransmettait la rencontre en couverture nationale aux États-Unis, les Philadelphia Phillies s'inclinent 10-2 contre les Saint-Louis Cardinals, atteignant ainsi le cap des 10 000 défaites, cap jamais encore atteint par aucune autre franchise sportive américaine.
- 20 juillet : Cuba s'impose 3-1 face aux États-Unis en finale du tournoi de baseball des Jeux Panaméricains 2007.

### Août
- 4 août : en tapant un coup de circuit dans la deuxième manche face aux San Diego Padres, Barry Bonds (San Francisco Giants) égale le record du nombre de home runs frappés en carrière en MLB d'Hank Aaron : 755.
- 5 août : le lanceur Tom Glavine signe sa 300e victoire en carrière MLB.
- 7 août : en tapant un coup de circuit dans la cinquième manche face aux Washington Nationals, Barry Bonds (San Francisco Giants) bat le record du nombre de home runs frappés en carrière en MLB d'Hank Aaron : 756.
- 10 août au 12 août : finale du Championnat de France de Baseball Elite 2007 à Chartres. Les Huskies de Rouen remportent un quatrième titre de champion de France en cinq ans en s'imposant en finale contre les Templiers de Sénart par trois victoires à deux.
- 18 au 23 août : tournoi pré-olympique de Pékin en Chine, l'équipe de France remporte la médaille de bronze après une victoire contre l'équipe de République tchèque. L'équipe du Japon termine première devant l'équipe de Chine.

### Septembre
- 1er septembre : Clay Buchholz des Red Sox de Boston lance un no-hitter pour sa deuxième rencontre en tant que lanceur partant lors d'une victoire 10 à 0 face aux Orioles de Baltimore.
- 3 septembre : Ichirō Suzuki frappe son 200e coup sûr de la saison, un circuit face à Roger Clemens. C'est sa 7e saison consécutive avec au moins 200 coups sûrs.
- 3 septembre : Pedro Martinez des Mets de New York retire son 3000e frappeur sur prises lors de son retour en compétition contre les Reds de Cincinnati après une année d'absence pour blessure.
- Du 7 au 16 septembre : Championnat d'Europe de baseball 2007 à Barcelone (Espagne) : Les Pays-Bas remportent leur 20e titre continental et le 5e consécutif depuis 1999 et se qualifient pour les Jeux olympiques d'été de 2008 à Pékin.
- 16 septembre : Jim Thome des White Sox de Chicago frappe son 500e circuit en carrière face aux Angels de Los Angeles d'Anaheim. Il est le 23e joueur de Ligue majeure à atteindre ce palier.
- 16 septembre : Todd Jones des Tigers de Detroit devient le 21e lanceur avec au moins 300 sauvetages.

### Octobre
- 28 octobre : les Red Sox de Boston remportent la Série mondiale 2007 en balayant les Rockies du Colorado avec 4 victoires en autant de rencontres.
- 28 octobre : les Uni-President Lions remportent leur cinquième Taiwan Series en battant les La New Bears par 4 victoires à 3.
- 29 octobre : les SK Wyverns remportent les Korean Series 2007 en battant les Doosan Bears par 4 victoires à 3.

### Novembre
- 1er novembre : les Chunichi Dragons remportent le 2e titre de leur histoire en battant les Hokkaido Nippon Ham Fighters 4 victoires à 1 lors des Japan Series 2007.
- 11 novembre : les Chunichi Dragons remportent la Konami Cup en battant les SK Wyverns 6 à 5 lors de la finale.
- 18 novembre : l'équipe des États-Unis remporte la Coupe du monde de baseball 2007 à Taïwan en battant l'équipe de Cuba 6 à 3.

### Décembre
- 3 décembre : le Japon remporte le Championnat d'Asie 2007 et se qualifie directement pour le tournoi olympique de baseball 2008.
- 13 décembre : après 20 mois d'enquête, le sénateur américain George J. Mitchell présente son rapport sur l'usage de substances dopantes par des joueurs de Ligue majeure.
- 17 décembre : l'Afrique du Sud remporte le Championnat d'Afrique 2007 et se qualifie pour le tournoi de qualification olympique de baseball en vue des Jeux olympiques de Pékin.

## Décès
- 1er janv. : Ernie Koy, 97 ans, joueur américain (champ gauche).
- 4 janv. : Bob Milliken, 80 ans, joueur américain (lanceur).
- 16 janv. : Betty Trezza, 81 ans, joueuse américaine (arrêt court).
- 20 janv. : Vern Ruhle, 55 ans, joueur américain (lanceur).
- 23 janv. : Dick Joyce, 63 ans, joueur américain (lanceur).
- 30 janv. : Max Lanier, 91 ans, joueur américain (lanceur).
- 1er févr. : Ray Berres, 99 ans, joueur américain (receveur).
- 4 févr. : Steve Barber, 68 ans, joueur américain (lanceur).
- 4 févr. : Jim Pisoni, 77 ans, joueur américain (champ extérieur).
- 6 févr. : Lew Burdette, 80 ans, joueur américain (lanceur).
- 9 févr. : Hank Bauer, 84 ans, joueur américain (champ droit).
- 15 févr. : Buddy Hancken, 92 ans, joueur américain (receveur).
- 20 févr. : Bob Malloy, 88 ans, joueur américain (lanceur).
- 20 févr. : Casey Wise, 74 ans, joueur américain (champ intérieur).
- 2 mars : Clem Labine, 80 ans, joueur américain (lanceur).
- 3 mars : Gene Oliver, 71 ans, joueur américain (receveur).
- 8 mars : John Vukovich, 59 ans, joueur américain (champ intérieur).
- 12 mars : Norm Larker, 76 ans, joueur américain (champ intérieur).
- 15 mars : Bowie Kuhn, 80 ans, commissaire de la Ligue majeure de 1969 à 1984.
- 23 mars : Ed Bailey, 75 ans, joueur américain (receveur).
- 6 avr. : Ed Bahr, 87 ans, joueur canadien (lanceur).
- 10 avr. : Dick Kryhoski, 82 ans, joueur américain (champ intérieur).
- 17 mai : Bill Wight, 85 ans, joueur américain (lanceur).
- 4 juin : Clete Boyer, 70 ans, joueur américain (champ intérieur).
- 23 juin : Rod Beck, 38 ans, joueur américain (lanceur).
- 22 juil. : Rollie Stiles, 100 ans, joueur américain (lanceur).
- 29 juil. : Bill Robinson, 54 ans, joueur américain (champ extérieur) .
- 4 août : Frank Mancuso, 89 ans, joueur américain (receveur).
- 7 août : Hank Morgenweck, 78 ans, arbitre américain de 1972 à 1975.
- 14 août : Phil Rizzuto, 89 ans, joueur américain (arrêt-court), membre du Temple de la renommée du baseball. Joueur des Yankees de New York de 1941 à 1956 ayant remporté sept Séries mondiales et dix titres de Ligue américaine.
- 17 août : Chico Garcia, 82 ans, joueur mexicain (champ intérieur) élu au Temple de la renommée du baseball mexicain salondelafama.com.mx, gérant de la Ligue mexicaine de 1965 à 1976.
- 26 août : Chuck Comiskey, 81 ans, vice-président des White Sox de Chicago dans les années 1950 et dernier membre de la famille Comiskey impliqué dans la gestion de la franchise.
- 30 août : Hal Jeffcoat, 82 ans, joueur américain (champ extérieur, lanceur).
- 12 sept. : Lou Kretlow, 86 ans, joueur américain (lanceur).